# شارع البدوي
شارع البدوي شارع وحي سكني في دمشق القديمة، اشتهر كنقطة انطلاق لفعاليات اقتصادية وفنية في قلب دمشق أواخر القرن التاسع عشر.

## موقع الشارع
يمتد شارع البدوي من تقاطع باب الجابية، ومن السنانية وباب الصغير خارج دمشق القديمة والسويقة إلى منطقة الشاغور البراني ، ذكر في يوميات المؤرخ ابن كنان الصالحي، سمي شارع البدوي نسبة إلى مقام وزاوية الشيخ أحمد البدوي الحسيني صاحب الطريقة الأحمدية البدوية، المدفون في مصر الذي يقع في منتصفه، وحسب ما ورد يعود وجود الشارع إلى الفترة الأيوبية.

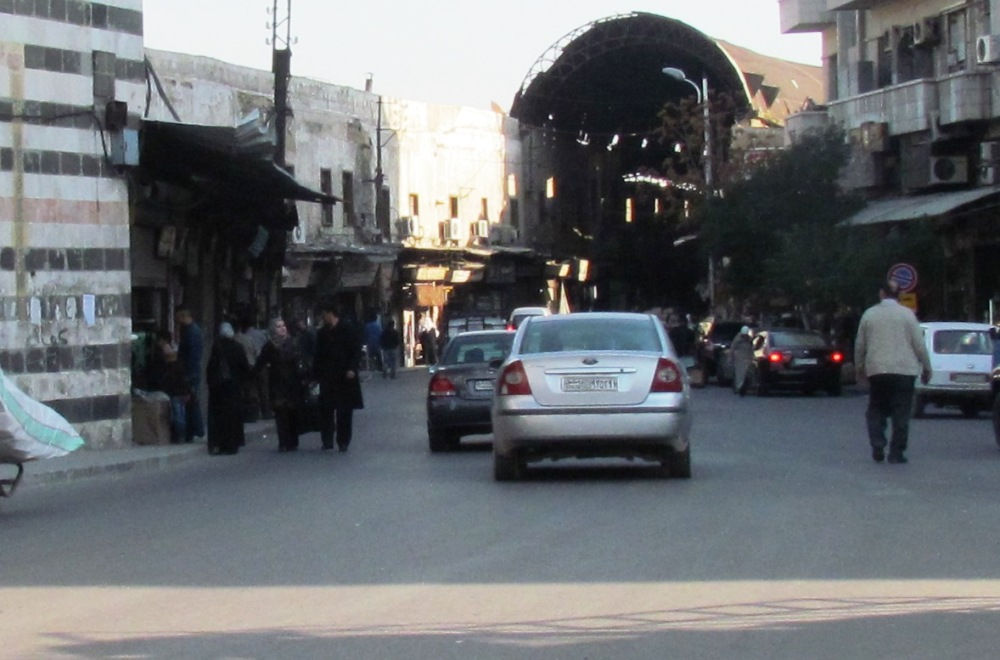
شارع البدوي، باب الجابية

## أهميته الاقتصادية
كان للحي صبغة تجارية لكثرة المحال فيه ولغناه بالعاملين في الحرف اليدوية.
يعد سوق البدوي من الأسواق المهمة ذات الاتصال المباشر بالغوطة، وبالأماكن الأخرى لقربه من النطاق الاقتصادي الذي يعرفه مزارعي ريف دمشق.
كذلك اعتُمد سوق البدوي مركزاً لتدفق بضائع السوق المجاورة، ومعبراً لبضائع منتجات الريف، حيث تتم عملية التسويق بواسطة دواب الحمل والطنابر، لتتم فيه عملية تبادل تجاري بين حاجيات الريف وحاجيات المدينة.
تميز سوق البدوي بتنوع اختصاصاته، فهو لم يختص بنوع واحد من السلع، في حين شكلت تجارة المواشي فيه عاملاً مهماً.

## معالم الشارع
اشتهر الشارع بوجود عدد من الخانات التي يؤمها الأغراب من التجار والقرويين الذين يحملون بضائعهم من وإلى الغوطة.
قديماً عرف هذا السوق بتعدد خاناته التي كانت مقصداً للتجار والأغراب الذين يبيتون فيها لإنهاء أعمالهم، والتي حوت اسطبلات للخيل في الطبقة السفلى منها، ويلاحظ وجود بعضها حتى الآن، من أهمها خان الطويل، وخان أبو حمو الشنواني الذي يقع في آخر الشارع، وخان زغلولة.
يتوسط شارع البدوي مقام السيد البدوي الذي سمي المكان بإسمه، حيث ما زالت تقام به الزيارات والحضرات وتشعل الشموع عند النوافذ في منظر بديع، يعطي روحانية عالية لزوار المقام، كذلك تؤدى النذور في يومي الاثنين والخميس من كل أسبوع، لتقام الحضرات بعد صلاة الجمعة.
بالإضافة إلى مقام البدوي، وجد مقامين، مقام الشيخ مسعود، ومقام العالم الفارابي. ومسجدي النجارين، والجرن الأسود، الذي كان يقع في منطقة البساتين، حيث وضع جرن عند باب كل بستان، توضع فيه صدقات البستان، فتكون من خيراته المختلفة.
وكان الطرف اليميني للشارع يغص بالبساتين قبل توسع الترب، التي سميت بالبرية لاتساعها، وبعدها عن وسط المدينة القديمة، قديماً اتصل شارع البدوي بمحيط دمشق خارج السور حيث البرية الخضراء مما أعطى الحي جمالية معينة.
كما اشتهر الحي بوجود مدرسة الحاجة وهيبة وخجا لتعليم الأولاد القراءة وبعض الحرف.

## الحي السكني
كانت لبيوت هذا الحي الجميلة فسحات سماوية تصل إليها من خلال دهاليز صغيرة لترى أشجار الليمون والنانرج وعريشة العنب والياسمين الأبيض الشامي والعراتلي. ومن أجمل بيوت الحي بيت أبو أمين الحنبلي حيث يمر النهر عبره ومن ثم يعود بالخروج إلى البيوت المجاورة. التي تطل على الشارع الرئيس مباشرة بأبواب خشبية جميلة تليها أقواس حجرية مزينة.
كما اشتهر الحي بغزارة مياهه وبوجود أقنية مياه تمر داخل الجدران لتغذية البيوت، ونظراً لكثرة قنوات المياه، كان قسم منها يمر بغرف الأقبية، والتي عرفت بالبراد نظراً لبرودتها، لم يؤرخ لوجود حمام عام بنفس المنطقة، بل وجدت حمامات في المناطق المجاورة. وربما يعزى ذلك لتوفر سبل جر المياه إلى داخل البيوت عبر نهر بانياس.
عند المدخل الرئيس للحي يقع جامع العجمي بمئذنته الجميلة وهي تحفة فنية مثيرة للاهتمام ومن ثم مقابر آل مردم بيك (حيث تقبع تحت قبتها الملكة بلقيس وابنها يحبى)، وبالنظر إلى أول السوق تطل بقايا خان الطويل، لم يبق منه اليوم إلا لوحته التي تدل على وجوده قديماً.

## حرف ومهن
يقول أحد قاطنيه وأبنائه: بأن أجداده عملوا منذ القدم في هذا المكان الذي كان يتميز بحركة تجارية واسعة وسريعة لوجود مصانع صغيرة لسك المعادن، النجارة، والصباغة (أهتمت بحاجيات الفترات السابقة في الغالب)، وفيما بعد أهتم البعض بالحفر على الأحجار أو تقطيعها لتستخدم في البيوتات التي كانت في الغالب أملاك يهودية، حيث اشتهر المكان بوجود الطائفة اليهودية التي اسهمت في نشوء الحركة الفنية في سوريا، حيث ارتاد هذا المكان مع المكان المجاور زقاق البرغل عدد لا بأس به من الفنانين الذي اشتهروا فيما بعد.
وتفيد روايات قديمة بأن الحي أخذ صبغة معينة لوجود عدد كبير من بيوت بنات الهوى فيه مع أنها لم تورد جنسية معينة إلا أن مجمل الأقوال اتفقت على أن غالبية العاملات كنّ من اليهوديات، فقد وصل صيتهن الآفاق بإتقانهن طبيعة العمل ومهارتهن في جلب الزبائن للتمتع بفنون مختلفة منها الغناء والرقص والعزف بالإضافة إلى وجود بيوت دعارة، مع وجود مدرسة لتعليم الرقص ووجود مكان لنقش الحناء، فكانت الراقصات يخرجن بملابس الرقص مع وضع الملاية على الرأس لتغطية الشعر خشية الفتنة، حيث وجد مقهى عند المنعطف ينتظر به من يود الاستمتاع بالمشاهدة أو المغامرة.
ساعد على اتقان هذه الحرفة وجود زقاق مجاور وهو زقاق الزط حيث عرف سكانه بسمرة البشرة وحبهم للرقص والعزف واستغنائهم عن كل ما هو تقليدي، وقد اتخذوا حرفة الرقص كمورد للرزق، ورد ذكرهم في رسالة كشف اللثام عن أحوال دمشق الشام لتعرف هذه الجالية باسم الكرفاني وهي عبارة عثمانية معناها دار الضيافة.
في هذه البيئة تواجدت عدة نقاط أمينة واحدة لحفظ الأمن، لكون منطقة البدوي معبراً لدخول ثوار الثورة السورية في فترة الاحتلال الفرنسي، وانتشر على الأسطح بعض القناصة، لقنص المناوئين. والأخرى لحفظ سلامة العاملات في بيوت الهوى وزبائنها من مختلف الطبقات، عرفت النقاط الأمنية باسم الكركون آن ذاك، فكانت الشرطة تقبض رشاوى من الزبون ومن مديرات تلك المنازل لفض النزاعات التي تحدث في معظم الأحيان. لذا عرف الشارع بشارع المرقص، وكان يأمه الجنود الفرنسيين من مختلف الجنسيات، ولم تكن نقطة التفتيش تسمح بمرور من هم تحت السن القانونية من الذكور.
واليوم تعددت الحرف في شارع البدوي انتقالاً من التجارة إلى قطع الرخام والصناعة النحاسية والنراجيل وصناعة النشاء والأهم صناعة خزائن المونة الخشبية التي اشتهر المكان منذ القدم بصناعتها( النمالي)، يورد السيد عدنان جبريل مختار الشاغور، بوجود قهوة النجارين، وجامع النجارين، وفرن النجارين أيضاً وهذا إن دل على شيء فإنه يدل على اتساع مهنة النجارة في الحي بالإضافة إلى أسرة الأطفال الهزازة التي تعلق في الأسقف. انتشرت صناعة أقراص الزبل كوقود للحمام أو وقود للطبخ في البيوت.
كذلك خدم الحي، بوجود مشفى صغير، ومواقف لنقل الوافدين والمغادرين، فيما بعد.

## الشارع حاليا
مع توسع دمشق بدأ شارع البديوي بالانكماش وبخاصة بعد توسع المقابر التي تحيط به من جهتين، ولكن ذلك لم يؤثر على فعاليته بل بات التعامل فيه منصباً على واردات الأسواق الملاصقة له.